# 曹時中
曹时中（1432年—1521年），名节，以字行，号定庵、宜晚，松江府華亭縣（今上海市松江區）人，明朝政治人物。

## 生平
成化五年（1469年）己丑科進士，历刑部主事。出爲浙江僉事，丁憂服除，改雲南佥事。弘治中任浙江海道副使，任内抵抗倭奴进犯，辞官归乡。

## 家族
曾祖曹榮甫。祖父曹楚暘。父曹廷獻。
有從兄曹泰，擧景泰五年進士，不仕以詞翰自老，與曹時中並稱「富林二曹」。